# イーエム無線協同組合
イーエム無線協同組合（イーエムむせんきょうどうくみあい、通称：EM無線） は、東京都23区・武蔵野市・三鷹市を営業区域とするタクシー事業者の事業協同組合である。

## 概要
2010年以降、加盟会社は北港梅田ハイタク事業協同組合（梅田交通グループ）に属するイースタンモータース東京とそのグループ会社となっている。これとは別に三多摩地区・千葉県・埼玉県・神奈川県などにチケット提携会社がある。
1998年に旧イースタンモータースを主幹事とした「イーエム無線協同組合」（旧：EM無線。この当時のEMはEastern-Metroの略）と「東京自交無線」（正式名称は東京自動車交通事業協同組合）が合併して「イーエム自交無線協同組合（EM自交無線）」となったが、2010年までに梅田交通グループ所属社以外が全て脱退し、梅田交通グループの自社無線となった。2011年8月に名称が「EM自交無線」から2協組合併前の「イーエム無線協同組合」に戻った。なお、現在のEMは「イースタンモータース」の略である。
無線配車の事務所は中央区築地に置いていたが、2024年2月16日より無線配車業務は日本交通に移管した。EM無線加盟のタクシーを指定する際はタクシーアプリGOで同無線加盟のタクシー会社を指定する。また、東京観光タクシー、後払いチケット契約は2024年現在行われていない。

## 加盟会社及び営業所
| 社名                           | 営業所                   | 所在地         |
| ------------------------------ | ------------------------ | -------------- |
| イースタンモータース東京（株） | 世田谷営業所             | 世田谷区千歳台 |
| イースタンモータース東京（株） | 羽田営業所               | 大田区本羽田   |
| イースタンモータース東京（株） | 浮間営業所               | 北区浮間       |
| イースタンマネージ（株）       | イースタンマネージ（株） | 北区赤羽南     |
| ネクスト（株）                 | ネクスト（株）           | 江東区新木場   |
| ABC交通（株）                  | ABC交通（株）            | 板橋区大原町   |

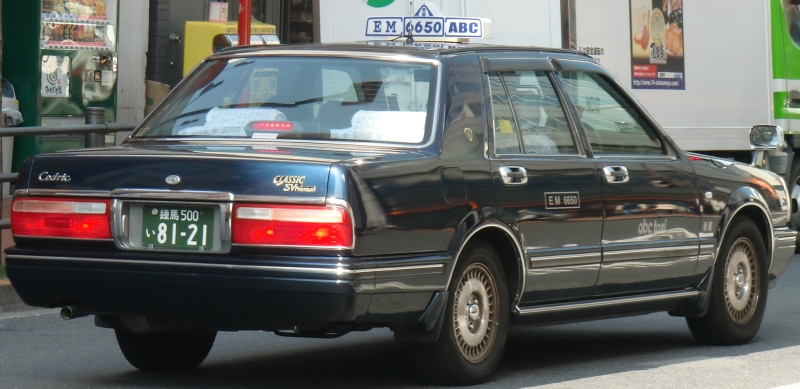
ABC交通

上記全事業者がイースタンモータースグループかつ梅田交通グループに所属する。

## チケット提携事業者
※太字イースタンモータースグループかつ梅田交通グループ

### 三多摩地区
- イースタンモータース調布株式会社（調布市深大寺北町）
- 三和交通八王子営業所（八王子市元本郷町）
- 三和八州交通（小平市花小金井南町）
- 三和府中交通（府中市立矢崎町）

### 千葉県
- エムテイ有限会社イースタン（船橋市二和西）
- マツドタクシー株式会社イースタン（松戸市紙敷）
- 和光タクシー株式会社（千葉市稲毛区園生町）
- 三ツ矢エミタスグループ
  - アールタクシー（千葉市）
  - エミタスタクシー（千葉市）
  - エミタスタクシーアスカ（船橋市・八千代市・柏市・四街道市）
  - エミタスタクシー柏（柏市）
  - エミタスタクシー南総（勝浦市・いすみ市）
  - エミタスタクシー北総（白井市・富里市）
  - 鹿野西岬タクシー（千葉市）
  - 千葉タクシー（千葉市）
  - 富士タクシー（千葉市）
  - 三ツ矢タクシー（千葉市）
  - 三ツ矢エミタスタクシー（習志野市・船橋市・八千代市・浦安市）
- myタクシーグループ
  - 浦安タクシー（浦安市）
  - 勝田台交通（八千代市）
  - 千葉タクシー（柏市）
  - ニュー千都タクシー（千葉市・四街道市）
  - 船橋タクシー（船橋市）
  - 丸十タクシー（船橋市）
  - 八幡交通（市川市）

### 埼玉県
- 大宮タクシー株式会社イースタン（さいたま市南区吉野町）
- 埼玉交通（さいたま市南区鹿手袋・大宮区寿能町・北区吉野町）
- 東界自動車交通（春日部市大沼）
- 三和富士交通（ふじみ野市大井）

### 神奈川県
- カナガワ交通株式会社イースタン（横浜市栄区飯島町・都筑区佐江戸町）
- 向ヶ丘交通株式会社イースタン （川崎市高津区上作延）
- 三和交通本社（横浜市港北区烏山町）
- 平和交通

### その他の地域
- 三山タクシー株式会社（高崎市石原町）
- 名古屋ハイタク協同組合
- 国際興業グループ（九州・山口）

## 過去に加盟していた事業者

### 現・EM無線
- 新東京ドライバーズ（足立区花畑）

2015年6月、日本交通と業務提携し東京梅田交通へ社名変更。
- 平成タクシー（花畑営業所・ハイヤー部：足立区花畑）

上記の新東京ドライバーズ（→東京梅田交通）と所在地が同一であった。東京梅田交通に統合され消滅。
- イースタンハイヤー（亀有営業所：足立区中川、亀戸営業所：江東区亀戸）

2020年6月に日本交通と業務提携しEM無線からは脱退。同年7月に東京梅田交通第二へ社名変更。

### 旧・EM無線
- 京西交通
- 和親交通
- 大東京タクシー（現：大東京自動車）

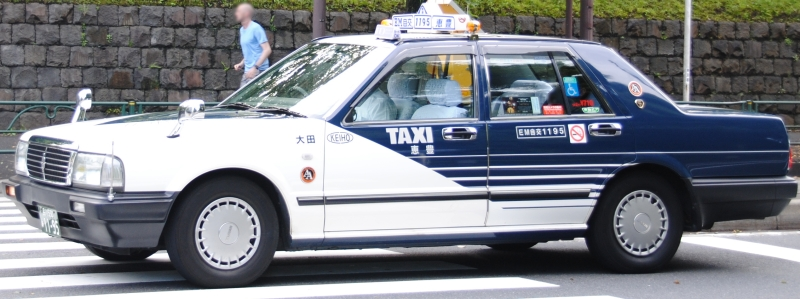
恵豊自動車交通
旧EM無線カラー

- ニュー宝タクシー（現：宝自動車交通 中野営業所）
- 北多摩宝タクシー（→ニュー宝タクシー 三鷹営業所→現：宝自動車交通 三鷹営業所）

上記5社は現在東京無線所属。
- 睦交通（現：羽田交通）
- 三和交通 東京営業所
- 恵豊自動車交通　※2010年7月脱退。これにより、イースタンモータースを除く旧EM無線系事業者全社が脱退。

上記3社は日本交通提携の後、三和交通を除く2社は後に日本交通の子会社化。なお睦交通は東京自交無線加盟→脱退後独自営業→EM無線加盟という経緯がある。
- 新東タクシー　※2010年6月脱退

上記1社はチェッカーキャブに所属（一部車両はチェッカー無線搭載）、2024年3月末にチェッカーキャブを脱退して独自営業化。
- 芙蓉自動車（現：芙蓉第一交通）

上記1社は第一交通産業子会社化、自社無線使用（2015年まではチェッカーキャブと二重加盟）。
- 日新交通（現：帝都日新交通）

上記1社は帝都自動車交通提携の後に子会社化。
- 東興自動車交通（現：国際自動車（T2）株式会社 世田谷営業所）

上記1社は安全興業（後のANZENグループ）に吸収合併された後同社を国際自動車グループが吸収合併。
- イースタンエアポートモータース[5]

1999年の梅田交通グループの資本参加時に分離独立し全日空グループ入り。さらに2011年5月には岡山県の両備グループの傘下に入った後、2021年3月に日本交通の子会社化。社章は“EASTERN MOTORS”の“MOTORS”の部分を“AIRPORT”に変えたものを使用していたが、両備グループ時代は両備のCIに変更、日本交通の子会社化に伴い旧社章に復元された。主業務はグループ内契約輸送だが、羽田空港発着かつ事前予約があった場合に限り一般客の送迎も行っていた。自動車電話→携帯電話を全車に装備。創業時からハイヤー業務を主としていたため、EM無線には非加盟だった。また、両備グループ時代はタクシー事業者のハロー・トーキョー（2021年3月に日本交通に事業譲渡）を子会社としていた。

### 旧・東京自交無線
- 親和交通（現：親切タクシー）

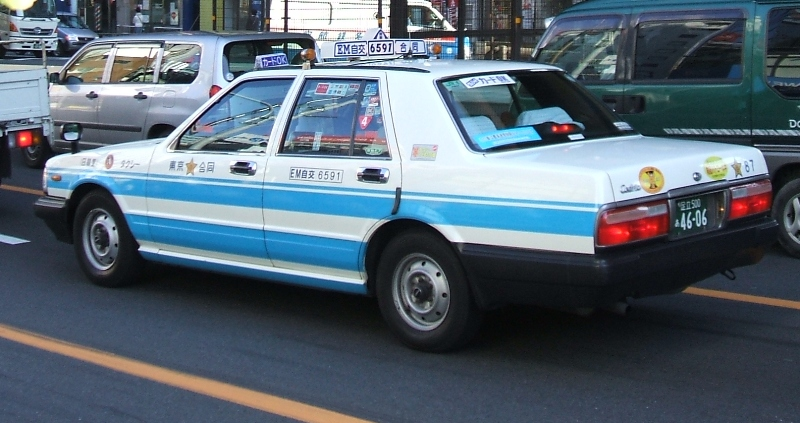
東京合同自動車
旧東京自交カラー

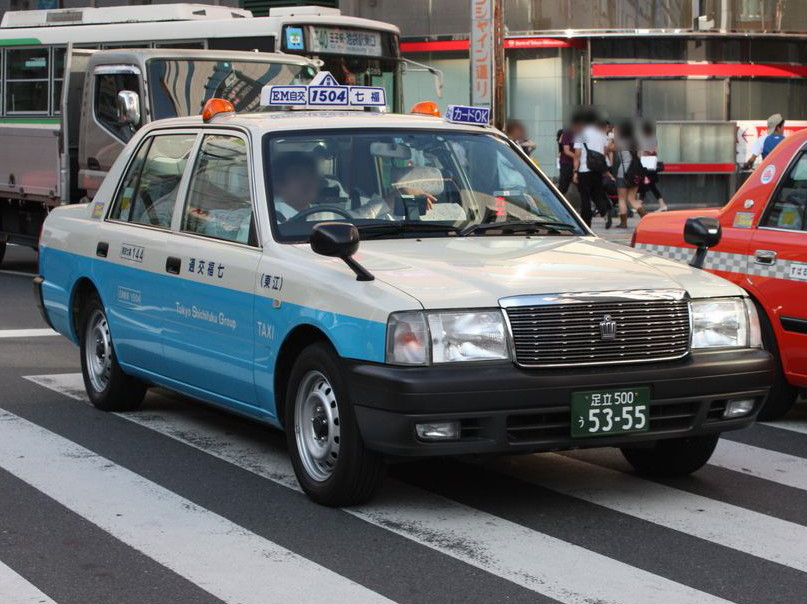
七福交通
東京七福カラー

- 都民交通（親和交通の子会社。2010年、親会社に統合され法人格消滅。その後営業権（認可台数枠）を東京ラッキー自動車（現：ラッキータクシー。国際自動車提携）へ譲渡、余剰となった車両は東都自動車グループへ放出）
- つばめ交通
- 共栄交通
- 宝タクシー（現：宝自動車交通。当時の事業所所在地は港区六本木・現在の六本木ヒルズゲートタワーの位置）

上記5社は東京無線グループ所属。親和交通は国際株式会社国際交通（現：国際交通。国際自動車提携）に買収され同社杉並営業所となった後に親切タクシーとして分社（買収以降国際自動車提携）。
- 蔦交通

東京無線に加盟後、2008年10月に日本交通の子会社となり2009年4月から日本交通グループに移行。
- 平和橋交通・七福タクシー（現：東京七福タクシー）
- 東京第三交通・隅田交通（現：東京七福交通）
- 新都交通

2協組合併時に脱退、以降は東京七福グループとして非無線車・独自営業。
- 七福交通
- 台東タクシー（2019年に東都自動車グループ2社へ営業権を分割譲渡し事業廃止。）
- 東京合同自動車
- 東武タクシー[注 1]
- 双美交通

上記5社は2010年6月脱退しチェッカーキャブに移籍。これにより、旧東京自交系事業者全社が脱退。
うち七福交通と東武タクシーは2022年12月にチェッカーキャブから脱退し東京七福グループとして非無線車・独自営業。
また東京合同自動車は2023年1月にチェッカーキャブから脱退し日本交通と提携。
双美交通はチェッカーキャブが東京無線と業務統合したことに伴い2024年4月から東京無線との二重加盟となった。

### チェッカーキャブ車色事業者

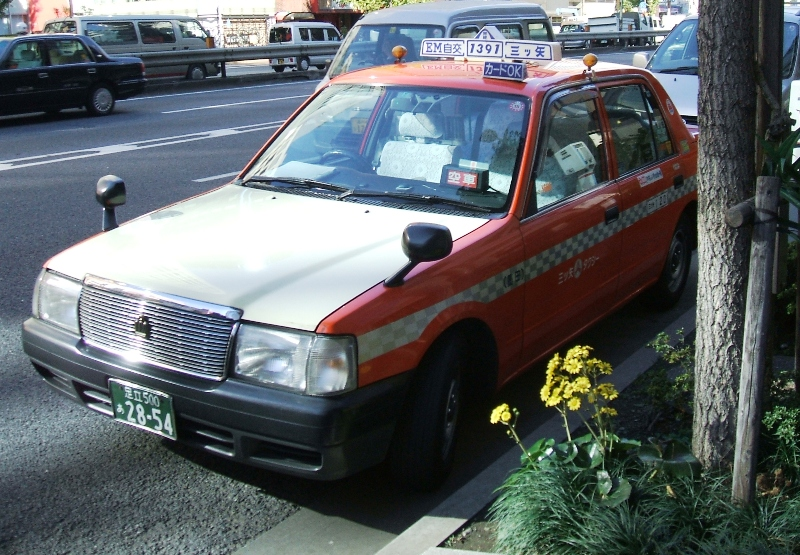
三ツ矢観光自動車

- 三ツ矢観光自動車 （三ツ矢グループ）
- ミツワ交通

2010年6月、共同配車体制から離脱。社名表示灯及び無線を順次チェッカーキャブ・チェッカー無線に交換。
2023年1月、ミツワ交通がチェッカーキャブから脱退し日本交通と業務提携。
※この他、東京協同タクシー（板橋区上板橋）がチェッカーキャブ車色で旧東京自交無線に加盟していたが、2協組合併時に脱退している（以降チェッカーキャブ所属、2024年4月から東京無線との二重加盟）。同社は2024年9月にチェッカーキャブを脱退し東京無線単独加盟に切り替えた。

## 車体色
- イースタンモータース - 黒色・濃紺（23区内の営業所のみ。他の地区は白色又は黒色）
- ABC交通・旧平成タクシー - 黒色・濃紺
- ネクスト（旧東京梅田ネクスト、旧イースタン交通） - 黒色・濃紺（アルファードは行灯がフラットタイプで「NEX-T」表記）
- 旧東京イエローキャブ（現ネクスト）の車両の一部 - レモンイエロー